# أولاد البوعارس (تيساف)
أولاد البوعارس هي إحدى مشيخات المملكة المغربية، تتبع جغرافيا لإقليم بولمان وإداريًا لتيساف. يقدر عدد سكانها بـ 1058 نسمة حسب الإحصاء الرسمي للسكان والسكنى لسنة 2004.